# حصار سافانا
حصار سافانا (بالإنجليزية: Siege of Savannah)‏ أو معركة سافانا الثانية (بالإنجليزية: Second Battle of Savannah)‏ كانت مواجهة أثناء حرب الاستقلال الأمريكية (1775–1783) في عام 1779. في العام السابق، تم الاستيلاء على مدينة سافانا، جورجيا، من قبل فرقة استكشافية بريطانية بقيادة المقدم أرشيبالد كامبل.